# Bernașivka, Moghilău
Bernașivka (în ucraineană Бернашівка) este o comună în raionul Moghilău, regiunea Vinnița, Ucraina, formată numai din satul de reședință.

## Demografie
Componența lingvistică a satului Bernașivka
     Ucraineană (100%)
Conform recensământului din 2001, toată populația satului Bernașivka era vorbitoare de ucraineană (100%).